# Episodi di M*A*S*H (terza stagione)
La terza stagione della serie televisiva M*A*S*H è andata in onda negli Stati Uniti d'America dal 10 settembre 1974 al 18 marzo 1975.
| nº | Titolo originale              | Titolo italiano                  | Prima TV USA      | Prima TV Italia  |
| -- | ----------------------------- | -------------------------------- | ----------------- | ---------------- |
| 1  | The General Flipped at Dawn   | Il generale è saltato all'alba   | 10 settembre 1974 |                  |
| 2  | Rainbow Bridge                | Il ponte dell arcobaleno         | 17 settembre 1974 |                  |
| 3  | Officer of the Day            | L'ufficiale di giornata          | 24 settembre 1974 | 30 gennaio 1980  |
| 4  | Iron Guts Kelly               | Fegato di ferro                  | 1º ottobre 1974   | 16 gennaio 1980  |
| 5  | O.R.                          | Sala operatoria                  | 8 ottobre 1974    |                  |
| 6  | Springtime                    | Tempo di primavera               | 15 ottobre 1974   |                  |
| 7  | Check-Up                      | Check up                         | 22 ottobre 1974   |                  |
| 8  | Life with Father              | Vita con il padre                | 29 ottobre 1974   |                  |
| 9  | Alcoholics Unanimous          | Unanime alcolizzati              | 12 novembre 1974  |                  |
| 10 | There Is Nothing Like a Nurse | Incursione nemica                | 19 novembre 1974  |                  |
| 11 | Adam's Ribs                   | La costola di Adamo              | 26 novembre 1974  |                  |
| 12 | A Full Rich Day               | Una bella giornata piena         | 3 dicembre 1974   |                  |
| 13 | Mad Dogs and Servicemen       | Cani idrofobi e militari         | 10 dicembre 1974  |                  |
| 14 | Private Charles Lamb          | Soldato semplice Charles Agnello | 31 dicembre 1974  |                  |
| 15 | Bombed                        | Bombardati                       | 7 gennaio 1975    |                  |
| 16 | Bulletin Board                |                                  | 14 gennaio 1975   |                  |
| 17 | The Consultant                | Cercasi arteria                  | 21 gennaio 1975   | 27 febbraio 1980 |
| 18 | House Arrest                  | Arresti domiciliari              | 4 febbraio 1975   |                  |
| 19 | Aid Station                   | Stazione di soccorso             | 11 febbraio 1975  |                  |
| 20 | Love and Marriage             | Amore e matrimonio               | 18 febbraio 1975  |                  |
| 21 | Big Mac                       | Il grande Mac                    | 25 febbraio 1975  |                  |
| 22 | Payday                        | Giorno di paga                   | 4 marzo 1975      |                  |
| 23 | White Gold                    | L'oro bianco                     | 11 marzo 1975     |                  |
| 24 | Abyssinia Henry               |                                  | 18 marzo 1975     |                  |